# 篠井村
篠井村（しのいむら）は栃木県の北西部、河内郡に属していた村である。

## 地理
- 河川：鬼怒川[1]、大谷川、田川[3]、清水川[3]、逆川[4]、寅巳川[4]、辰巳川[4]、赤堀川[4]
- 山岳：篠井富屋連峰（本山[1]、高へら山[1]、半蔵山[1]、堂室山[1]）

## 歴史
- 1884年（明治17年） - 区町村会法の改正に伴い、篠井村ほか九か村連合戸長役場が設置される[5]。後に篠井村となる領域のうち、矢野口村以外の全村が参加した[6]。
- 1889年（明治22年）4月1日 - 町村制施行により、篠井村、石名田村、上小池村、下小池村、飯山村、小林村、塩野室村、沓掛村、嘉多蔵村、沢又村、矢野口村が合併し河内郡篠井村が成立する。
- 1954年（昭和29年）11月1日 - 宇都宮市と今市市へ分割編入する。
  - 篠井、石名田、上小池、下小池、飯山は豊郷村、国本村、城山村、富屋村とともに宇都宮市へ編入される。（厳密には嘉多蔵の一部を含む[7]。）
  - 小林、塩野室、沓掛、嘉多蔵、沢又、矢野口は大沢村とともに今市市へ編入される。（厳密には篠井・飯山の一部を含む[7]。）
- 2006年（平成18年）3月20日 - 今市市が（旧）日光市、足尾町、藤原町、栗山村と合併し日光市を新設する。

### 村名の由来
役場の置かれた地区が篠井だったため、村名に採用した。また篠井には篠井金山があり、鉱石を選別する際に篠井の池の水を使ったことから、「村の宝」を生み出す篠井の池にちなんだとも言われている。
「篠井の池」の名は、男体山を修行の地と決めた弘法大師がここを通りかかった時にのどが渇き、篠地をかき分けて行ったところ井戸の水が湧き出したことにちなむという。また篠井の池にちなんで、周辺の地名が篠井になったという。
塙静夫は上記の説を「篠井」の字から無理に結び付けたものであるとし、「シノ」（副詞「しののに」の語幹で「びっしょりと濡れる様」を意味する）＋「イ」（井、河川の意）と解釈し、川沿いの湿地を意味する地名だとした。

### 分村合併の経緯

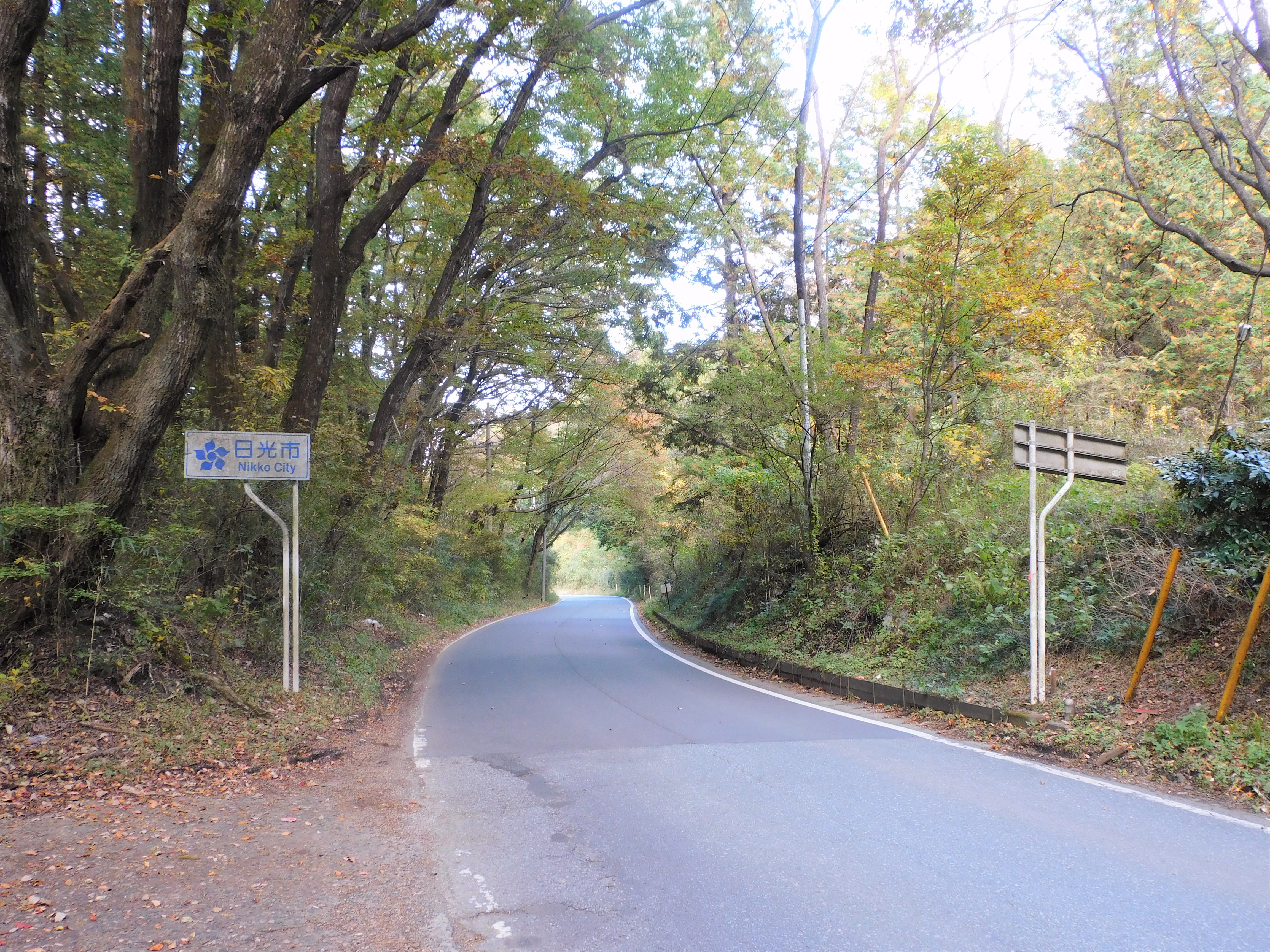
宇都宮市と日光市（旧・今市市）に分割された地点（船生街道）
この辺りは公図混乱地区のため、道路の拡幅が遅れている。

1953年（昭和28年）に町村合併促進法が施行されると、篠井村では富屋村・大沢村との合併を検討した。翌1954年（昭和29年）2月22日に栃木県町村合併促進審議会は、篠井・富屋・大沢の3村に国本村・城山村を加える案を提示した。すると合併後の自治体面積が広すぎるなどと反発が起こり、見直し要求が為された。そこで5月2日の町村合併計画では、篠井村北部を今市市へ、南部を宇都宮市へ編入するという分村合併案が提示された。篠井村は元々、北部と南部で小中学校の学区が異なり、北部は今市、南部は宇都宮との結び付きが強かったことから、分村合併案は静穏に受け入れられた。分村に当たり、診療所は宇都宮へ、役場庁舎は今市へ帰属させ、大字篠井字金山2078番地1の村有林は、今市へ16.931 ha、宇都宮へ13.979 ha分割することになった。役場庁舎は宇都宮へ編入される領域にあったため、建物は今市側（塩野室76番地1）へ移転し、その庁舎は今市市役所塩野室支所となった。また村有林に引かれた境界線は、そのまま今市と宇都宮の境界線となった。
分村時にありがちな住民間の対立や分村後のしこりは発生しなかった。1984年（昭和59年）11月30日には、南北に分かたれた旧篠井村の住民が資金を出し合って、村役場の跡地に記念碑を建立した。

## 行政
篠井村役場は篠井村篠井に設置され、初代庁舎は上坪に置かれた。この役場は篠井村外九カ村聯合役場として1886年（明治19年）に設置したものであった。しかし役場の位置が南に偏っているとして伊戸沢へ移転した。1896年（明治29年）、村の地図を四つ折りにして目星を付けた上で実地測量を行って村の中央を決定し、そこを役場の位置としたため、付近に人家のない高へら山の山麓に役場が置かれることとなった。船生街道沿いに存在し伊戸沢の庁舎は現存せず、跡地には今市市長の斎藤昭男の書による「篠井村役場跡」の碑がある。
職員は1910年（明治43年）時点で村長、助役2人（名誉助役と有給助役）、収入役1人、書記3人で、登庁は8時、退庁は15時であった。宿直は村長を含め職員全員で交代しながら務めた。1947年（昭和22年）には村長含め14人に増加した。税金は、所定の位置に掛けておいた15センチメートル四方の厚紙製の袋に納付するという仕組みをとっていた。
- 篠井村長[16][18]

| 代 | 氏名         | 就任                       | 退任                       | 出身   |
| -- | ------------ | -------------------------- | -------------------------- | ------ |
| 1  | 齋藤惣八     | 1889年（明治22年）6月1日   | 1909年（明治42年）5月30日  | 石那田 |
| 2  | 池田六吉     | 1909年（明治42年）6月14日  | 1913年（大正2年）6月13日   | 矢野口 |
| 3  | 手塚喜平     | 1913年（大正2年）6月16日   | 1914年（大正3年）6月5日    | 下小池 |
| 4  | 池田喜平     | 1915年（大正4年）8月6日    | 1923年（大正12年）8月5日   | 下小池 |
| 5  | 沼尾次郎     | 1923年（大正12年）8月9日   | 1933年（昭和8年）10月1日   | 塩野室 |
| 6  | 福田新一郎   | 1933年（昭和8年）10月24日  | 1937年（昭和12年）10月23日 | 飯山   |
| 7  | 植木昇       | 1937年（昭和12年）10月24日 | 1941年（昭和16年）10月23日 | 小林   |
| 8  | 半田新左衛門 | 1941年（昭和16年）10月24日 | 1942年（昭和17年）12月4日  | 石那田 |
| 9  | 福田新一郎   | 1942年（昭和12年）12月23日 | 1946年（昭和21年）5月28日  | 飯山   |
| 10 | 成島太一郎   | 1947年（昭和22年）4月5日   | 1951年（昭和26年）4月4日   | 小林   |
| 11 | 沼尾六郎     | 1951年（昭和26年）4月23日  | 1954年（昭和29年）10月31日 | 石那田 |

## 学校
- 篠井村立篠井北中学校（現・日光市立小林中学校）
- 篠井村立篠井南中学校（統合により宇都宮市立晃陽中学校）
- 篠井村立篠井北小学校（現・日光市立小林小学校）
- 篠井村立篠井南小学校（現・宇都宮市立篠井小学校）

## 交通
- 日光街道
- 船生街道